# Шестаково (Чебулинський округ)
Шестако́во (рос. Шестаково) — присілок у складі Чебулинського округу Кемеровської області, Росія.

## Населення
Населення — 254 особи (2010; 374 у 2002).
Національний склад (станом на 2002 рік):
- росіяни — 99 %